# Rasm Abd
Rasm Abd (arab. رسم عابد) – miejscowość w Syrii, w muhafazie Idlib. W 2004 roku liczyła 1372 mieszkańców.